# Dendronephthya palmata
Dendronephthya palmata är en korallart som beskrevs av Huzio Utinomi 1952. Dendronephthya palmata ingår i släktet Dendronephthya och familjen Nephtheidae. Inga underarter finns listade i Catalogue of Life.